# Ctenolophus kolbei
Ctenolophus kolbei là một loài nhện trong họ Idiopidae.
Loài này thuộc chi Ctenolophus. Ctenolophus kolbei được William Frederick Purcell miêu tả năm 1902.